# Filmåret 1985

## Händelser

### Januari
- 28 januari – Guldbaggengalan hålls i Stockholms stadshus.[1]

### Mars
- 25 mars – Oscarsgalan äger rum i Los Angeles.[1]

### September
- 18 september – Greta Garbo fyller 80 år, och firare kommer till New York. Hon har dock valt att fira födelsedagen i Schweiz tillsammans med några vänner.[1]

## Academy Awards, Oscar: (i urval)
| Kategori                  | Vinnare                                 |
| ------------------------- | --------------------------------------- |
| Bästa film                | Mitt Afrika (Out of Africa)             |
| Bästa regi                | Sydney Pollack (Mitt Afrika)            |
| Bästa manliga huvudroll   | William Hurt (Spindelkvinnans kyss)     |
| Bästa kvinnliga huvudroll | Geraldine Page (Resan till Bountiful)   |
| Bästa manliga biroll      | Don Ameche (Cocoon – djupets hemlighet) |
| Bästa kvinnliga biroll    | Anjelica Huston (Prizzis heder)         |
| Bästa utländska film      | De försvunnas barn (Argentina)          |

Se här för komplett lista

## Årets filmer

### A - G
- Barbarernas hämnd
- Brazil
- Breakfast Club
- Brewsters miljoner
- Cocoon - djupets hemlighet
- Commando
- Da Capo
- Day of the Dead
- De flygande djävlarna
- Den vilda jakten på juvelen
- Dreams of Love
- Drömtjejen
- Ett päron till farsa på semester i Europa
- Ett rum med utsikt
- Falsk som vatten
- Fredagen den 13:e del 5
- Gatans krigare
- The Goonies - dödskallegänget

### H - N
- Inughuit – folket vid jordens navel
- Jonny Roova
- Levande måltavla
- Mad Max bortom Thunderdome[2]
- Mask
- Mask of Murder
- Mitt liv som hund[3]
- Närkampen

### O - U
- O-bi, o-ba – slutet på civilisationen
- Pee-Wees stora äventyr
- Pelle Svanslös i Amerikatt[4]
- Perinbaba
- Polisskolan 2 – Första uppdraget[5]
- The Porno Race
- Purpurfärgen
- Rambo – First Blood II
- Re-Animator
- Remo - obeväpnad, men livsfarlig
- Return of the Living Dead, The
- Rocky IV[6]
- Runaway Train[7]
- S čerty nejsou žerty
- Själen är större än världen
- Skräcknatten
- Le Soulier de satin
- Spioner är vi allihopa
- St. Elmo's Fire
- Stilleben
- Subway
- Susan, var är du?
- Sällskapsresan 2 - Snowroller[8]
- Teen Wolf
- Tillbaka till framtiden[9]
- Tvätten

### V - Ö
- Vagabond
- Winners and Sinners
- Z00, liv skönhet död

## Födda
- 17 januari – Adriana Ugarte, spansk skådespelerska
- 19 februari – Arielle Kebbel, amerikansk skådespelare.
- 26 mars – Keira Knightley, brittisk skådespelare.
- 2 juli – Ashley Tisdale, amerikansk skådespelare och sångerska.
- 24 juli – Teagan Presley, amerikansk porrskådespelare.
- 25 juli – James Lafferty, amerikansk skådespelare.
- 6 augusti – Sasha Becker, Svensk skådespelare
- 23 oktober – Masiela Lusha, amerikansk skådespelare.
- 8 november – Jack Osbourne, amerikansk skådespelare, skivbolagsdirektör och brandman.
- 2 december – Kat, amerikansk porrskådespelare.
- 25 december – Elona Bjoxahi, amerikansk skådespelare med albanskt ursprung.

## Avlidna
- 5 januari – Otto Moskovitz, 76, rumänsk/svensk cirkusartist och skådespelare.
- 6 januari – Elna-Britta Wallman, 70, svensk skådespelare.
- 10 januari – Volodja Semitjov, 72, svensk journalist och manusförfattare.
- 21 februari – Ina Claire, 91, amerikansk skådespelare.
- 19 maj – Leif Sinding, 89, norsk regissör och manusförfattare.
- 25 maj – Gunnar Hedberg, 60, svensk skådespelare.
- 9 juli – Rafael Campos, 49, dominikansk skådespelare.
- 27 juli
  - Michel Audiard, 65, fransk manusförfattare och regissör.
  - Eric Sundquist, 68, svensk skådespelare.
- 3 augusti – Ole Blegel, 63, svensk skådespelare.
- 26 augusti – Åke Fridell, 66, svensk skådespelare.
- 28 augusti – Ruth Gordon, 88, amerikansk skådespelare och manusförfattare.
- 30 september – Simone Signoret, 64, fransk skådespelare och författare.[1]
- 2 oktober – Rock Hudson, 59, amerikansk skådespelare (död i AIDS).[1]
- 10 oktober
  - Yul Brynner, 65, rysk-amerikansk skådespelare.[1]
  - Orson Welles, 70, amerikansk regissör och skådespelare.[1]
- 13 oktober – Tage Danielsson, 57, svensk komiker, författare, regissör och skådespelare.
- 5 november – Kalle Bergholm, 62, svensk filmfotograf.
- 14 november – Lars Granberg, 58, svensk skådespelare.
- 15 december – Albert Rudling, 77, svensk filmfotograf.
- 21 december – Lillevi Bergman, 41, svensk skådespelare.

### Fotnoter
1. 1 2 3 4 5 6 7   Horisont 1985. Bertmarks
2. ↑  IMDB, läst 1 mars 2012
3. ↑  IMDB, läst 1 mars 2012
4. ↑  IMDB, läst 1 mars 2012
5. ↑  IMDB, läst 1 mars 2012
6. ↑  IMDB, läst 1 mars 2012
7. ↑  IMDB, läst 1 mars 2012
8. ↑  IMDB, läst 29 februari 2012
9. ↑  IMDB, läst 1 mars 2012